# 拉康奇塔 (加利福尼亞州)
拉康奇塔（英語：La Conchita）是位於美國加利福尼亞州文圖拉縣的一個非建制地區。該地的面積和人口皆未知。

## 地理
拉康奇塔的座標為34°21′50″N 119°26′53″W / 34.36389°N 119.44806°W，而該地的平均海拔高度為180米（即590英尺）。